# 비기: 할 말이 있어
《비기 - 할 말이 있어》(영어: Biggie: I Got A Story To Tell)은 2021년에 공개한 미국의 다큐멘터리 영화이다. 노토리어스 비아이지의 이야기를 다룬 영화이다.

## 캐스팅
- 디디
- 노토리어스 비아이지